# تلمبه بهشت
تلمبه بهشت یک منطقهٔ مسکونی در ایران است که در دهستان کویرات (کرمان) واقع شده‌است.